# Ni una menos
Ni una menos (lett. "Non una di meno") è un movimento femminista socio-politico che si batte contro la violenza di genere, il patriarcato, il maschilismo, il machismo e il sessismo tramite scioperi, manifestazioni e mobilitazioni non violente. Si adopera per una società libera dalla logica patriarcale e per liberare le istituzioni, i media, il lavoro e i comportamenti da un modello in prevalenza maschile.
Ni una menos è nato in Argentina il 3 giugno 2015, la denominazione riprende una frase della poetessa messicana Susana Chávez: «Ni una mujer menos, ni una muerta más (Né una donna in meno, né una morta in più)». Ella aveva denunciato i femminicidi avvenuti nella sua città natale Ciudad Juárez e nella quale è morta proprio a causa di essi. Dopo alcuni episodi di violenza, le persone si mobilitarono nelle piazze per protesta a causa dell'episodio di femminicidio di Chiara Paez, una ragazza di quattordici anni incinta picchiata a morte dal fidanzato a Santa Fè e ritrovata il giorno dopo (il 15 maggio 2015) dando una forte spinta sociale al futuro movimento.

## America Latina

### Argentina
Il 3 giugno 2015 c'è stata una grande manifestazione a Buenos Aires e in altre città dell'Argentina per l'omicidio di Chiara Paez: migliaia di persone si sono radunate in piazza davanti al Congresso per denunciare le violenze di genere compiute nel paese e che solo nel 2014 vennero registrati 277 femminicidi in base alla ONG La casa del encuentro sebbene non ci siano fonti e dati ufficiali dato che non esisteva un istituto apposito che ne abbia tenuto conto.
Il 19 ottobre 2016 ci fu un'altra protesta di massa scattata con l'omicidio di Lucia Peréz a Mar del Plata in cui venne dapprima drogata, abusata, violentata, impalata e infine morì a causa delle ferite riportate. Le persone scesero in strada commemorando tutte le donne vittime di violenza vestendosi di nero; in concomitanza ci furono in risposta a questo caso varie proteste in tutta l'America latina (Cile, Perù, Bolivia, Paraguay, Uruguay, Guatemala e Messico) anch'esse vestite di nero.
Grazie a queste proteste e al loro sostegno ricevuto il ministero di giustizia e diritti umani argentino ha istituito l'"Unità di Registrazione, Sistematizzazione e Controllo dei femminicidi", grazie a una petizione fu istituito il "Corpo di Avvocate e Avvocati per le Vittime della Violenza di Genere"  formato da professionisti per offrire patrocinio legale, gratuito e completo a persone che subiscono violenza domestica e abusi sessuali. Nel dicembre 2019 invece venne istituito per la prima volta il "Ministero della Donna" e il 30 dello stesso mese venne approvata, dopo dodici ore di seduta, con 38 voti favorevoli e 29 contrari la legge sull'aborto che ne consente l'utilizzo fino alla 14ª settimana di gestazione, i minori di 13 anni potranno abortire con l'assistenza di almeno uno dei loro genitori o un rappresentante legale, mentre quelli di età compresa tra 13 e 16 anni avranno bisogno di autorizzazione solo se la procedura compromette la loro salute e chi ha più di 16 anni potrà decidere da solo.
Al 2021 le richieste del movimento sono una legge che istituisca quote di inclusione lavorativa per le persone transessuali, l'aumento salariale e sussidi per i lavoratori con l'intento di combattere la crisi sanitaria ed economica che colpisce il paese e una riforma della giustizia secondo una prospettiva di genere che garantisca vicinanza alle realtà delle persone LGBT.
Il 3 giugno 2023 sono di nuovo scese in piazza in tutto il paese e nelle città di Buenos Aires, Santa Fe, Mendoza, Neuquén, Salta e San Salvador de Jujuy con richieste regionali per ogni città e per chiedere a livello nazionale migliori condizioni sociali, educative e giudiziarie nella prospettiva di genere. L'attrice argentina Thelma Fardin ha preso parte alla manifestazione a Buenos Aires.
Con l'elezione di Javier Milei a presidente dell'Argentina il Ministero della Donna viene abolito per volontà dello stesso Milei, il quale "non ritiene che" ciò che il ministero tutela "sia un diritto, [bensì] privilegi"; viene creato un "Sottosegretariato per la Protezione contro la Violenza di Genere" il quale agirà sotto il neonato Ministero del Capitale Umano, presieduto da Sandra Pettovello. Il 6 giugno 2024 Milei scioglie definitivamente il ministero accusandolo di "essere stato creato e utilizzato dalla precedente amministrazione per scopi politici-partigiani, per propagare e imporre un programma ideologico".

### Perù
Il 14 giugno 2016 a Lima 50 mila persone scesero a manifestare contro la violenza di genere per la prima volta, spinti dalle manifestazioni in Argentina e dalle vicende di Adriano Pozo che ha trascinato per i capelli la sua ex compagna Cindy Arlett Contreras attraverso la reception di un ostello dopo aver tentato di violentarla e di Ronny García, un tribunale di Lima lo ha assolto dal fatto che nel 2012 picchiò selvaggiamente Lady Guillén, accusando la giustizia peruviana di essere debole nelle condanne dei carnefici. Nel dicembre 2016 Ronny García venne catturato per scontare la condanna di sette anni di carcere.
Al 2018 il Perù infatti secondo una ricerca della "Pan American Health Organization"  il 39,5% di donne sono state vittime di violenza e il 14,9% compreso solo nel 2017 ovvero i tassi più alti di violenza domestica nell'America Latina. Nel 2018 ci fu una mobilitazione contro le parole del presidente Martín Vizcarra avendo risposto all'omicidio di una donna bruciata viva da uno stalker dicendo "a volte è così che va la vita".
Nell'agosto 2019 c'è stata un'altra manifestazione e nei mesi precedenti dello stesso anno Adriano Pozo è stato condannato a undici anni di carcere per tentato femminicidio; inoltre il Congresso approvò la questione sulla "parità ed alternanza" da raggiungere progressivamente nelle liste dei candidati al Parlamento.

## America Settentrionale

### Stati Uniti
Grazie ai sentimenti femministi propagati in tutta l'America Meridionale Ni una menos è stata il precursore del movimento "Me Too" creatosi nel 2017 ma una delle promotrici degli scioperi in Argentina Ingrid Beck disse che rispetto al Me Too Ni una menos era nato per denunciare i femminicidi e un sistema che li copriva e naturalizzava la violenza, mentre il Me Too era nato per denunciare soprattutto gli abusi sessuali dei potenti. Il movimento Ni una menos spesso collabora a livello nazionale con il Me Too per denunciare le violenze e tutti i soprusi negli Stati Uniti, si è unito alla protesta contro l'ex presidente Donald Trump dopo essere entrato in carica, accusandolo di avere comportamenti misogini e in particolar modo ha sostenuto la campagna di lotta del Me Too contro i casi di abusi sessuali dei produttori di Hollywood iniziati con un'inchiesta del 5 ottobre 2017 del New York Times che accusava il produttore Harvey Weinstein di violenza sessuale. L'hashtag #MeToo è stato creato dall'attivista per i diritti civili Tarana Burke.

## Europa

### Spagna
In Spagna il movimento femminista si era già fatto sentire con le notizie provenienti dai paesi ispanofoni ex colonie e con la manifestazione del 19 ottobre 2016 in Argentina.
Il 25 novembre 2018 le femministe hanno manifestato in diverse città per denunciare le violenze sessiste e il femminicidio di una madre senegalese per mano dell'ex compagno a Huesca essendo la 45° vittima del 2018, con alcuni rappresentanti dei partiti a Madrid del PSOE, Ciudadanos e Unidas Podemos e a Barcellona con membri del governo e il presidente del parlamento della Catalogna Roger Torrent.
Il 25 novembre 2021 i manifestanti del movimento scesero per le strade del paese per ribadire nella giornata mondiale contro la violenza sulle donne la loro opposizione alle violenze di genere e a qualsiasi discriminazione. Il governo ha annunciato che per includere tutti i femminicidi nelle sue statistiche a partire da gennaio 2022 conterà gli omicidi di uomini che non sono partner o ex partner delle donne.
Il 25 novembre 2022 il collettivo ha organizzato marce per le strade del paese e nelle città principali di Valencia, Barcellona, Malaga, Bilbao, Granada e Cadice con atti simbolici in tutto il paese cantando cori contro la ministra dell'Uguaglianza Irene Montero e la controversa interpretazione della legge "solo sì es sì" che ha portato ad abbassare alcune condanne per gli aggressori sui rapporti sessuali, inoltre sono scesi in piazza anche alcuni ministri del governo tra cui la vicepresidente Nadia Calviño, Isabel Rodríguez, Reyes Maroto e Alfonso Rodriguez Gómez de Celis. Il Tribunale Supremo infatti ha confermato gli sconti di pena in seguito all'entrata in vigore della legge e nonostante i ricorsi presentati dai tribunali.

### Italia
In Italia a Roma il 16 novembre 2016 grazie alla promozione dei gruppi "Io Decido", Unione donne in Italia (UDI), "D.i.Re-Donne In Rete contro la violenza" nasce il movimento Non Una di Meno; esso indice un'assemblea nazionale e una manifestazione per il 26 del mese a Roma, alla quale hanno partecipato 100mila persone (200mila secondo le organizzatrici); il 27 invece hanno organizzato all'università La Sapienza dei tavoli tecnici per individuare le proposte politiche dai temi sul piano legislativo e giuridico, del lavoro, del welfare, dell'educazione alle differenze e del sessismo nei mezzi d’informazione.
L'8 marzo 2017 ha aderito allo sciopero globale organizzato in più di 40 paesi per la giornata internazionale della donna che si è svolto nelle principali città italiane, facendo appelli alle maggiori sigle sindacali e di praticare concretamente la modalità dello sciopero per il blocco delle attività produttive. Lo slogan nazionale era "Se le nostre vite non valgono, allora ci fermiamo!". Ha aderito anche l'anno successivo, organizzandolo assieme all'attrice Asia Argento e nel 2019 dove è stato criticato in particolare l'approvazione del decreto "sicurezza e immigrazione" del governo Conte I. Nel 2020 a causa dell'emergenza Covid-19 la Commissione di Garanzia intima il divieto degli scioperi dell'8 e 9 marzo organizzati da Non Una di Meno ma il collettivo rilancia le manifestazioni eseguendo poi però solo un flash mob a Roma.
A seguito della 93ª adunata nazionale del corpo degli Alpini a Rimini dal 5 all'8 maggio 2022 il movimento raccoglie più di 500 testimonianze di episodi di catcalling, body shaming e molestie fisiche e verbali che gli alpini avrebbero rivolto a delle donne presenti alla manifestazione. La procura di Rimini aprì un'indagine a carico di ignoti, ma il 5 luglio chiese l'archiviazione per impossibilità di identificare persone contro cui procedere.
Il 26 novembre 2022 si è svolto nella capitale un corteo di circa 4 mila manifestanti con denunce, cori e striscioni contro la Presidente del Consiglio Giorgia Meloni e il suo governo "che attacca l’aborto e l’autodeterminazione riaffermando il diktat “Dio, Patria, Famiglia” come affermato dal comunicato stampa di Non Una di Meno. La manifestazione è stata stigmatizzata dai membri del governo e dal mondo politico e in particolar modo per dei cori, alzatisi attorno ad uno striscione con su scritto "Meloni vattene" in coda al corteo, che recitavano "Meloni fascista, sei la prima della lista". I ragazzi che portavano lo striscione sono stati fermati e identificati dalla DIGOS.
Il 15 aprile 2024 alla Camera dei Deputati, un emendamento approvato al decreto PNRR consente l'ingresso di associazioni antiabortiste nei consultori degli ospedali; il 22  si è tenuto un sit-in davanti al Senato contro tale approvazione da parte del movimento che denuncia complicherebbe l’accesso all’interruzione volontaria di gravidanza e l'autodeterminazione delle donne, tuttavia il giorno seguente il Senato ha approvato il disegno di legge di conversione del decreto PNRR assieme all'emendamento.